# 森乃福郎
森乃 福郎（もりの ふくろう）は、上方落語の名跡。当代は2代目。代々の出囃子は「獅子舞（大阪名物）」。
三友派結成の立役者の一人・初代笑福亭福松の直系であり、本来の亭号は「笑福亭」であったが、初代の弟子である2代目笑福亭福三が2代目福郎を襲名するにあたり、「森乃」を正式の亭号とし、定紋も笑福亭の「五枚笹」からフクロウを模った紋に改めた。

## 初代
初代 森乃福郎（1935年9月3日 - 1998年12月27日　本名：仲川 吉治）は、落語家・タレント。出囃子は『獅子』。京都市中京区出身。

### 来歴
京都・先斗町の御茶屋の息子に生まれる。子供の頃から演芸が好きで、京都府立鴨沂高等学校在学中の1955年には新関西新聞主宰の演芸コンクールに出場し「強情灸」を演じる。その時の審査員の奥野しげるの紹介で、高校卒業後に1956年4月に3代目笑福亭福松（前名は2代目文の家かしく、三友派で活躍した2代目桂文之助の実子）に入門、笑福亭福郎を名乗り、同年12月に戎橋松竹で初舞台。1961年後半、藤山寛美の命名で森乃福郎に改名し、終生この名で通した。ただ改名を巡る事情（次項に記述）もあり、上方落語協会の会員名簿には「森乃福郎（笑福亭福郎）」と記載され、定紋も笑福亭の五枚笹を使用した。その一方で、弟子の亭号は「笑福亭」と「森乃」が併存していた。
師の実父の名跡であり、福郎自身も憧憬を抱いていた3代目桂文之助を1987年に襲名する計画が、所属する松竹芸能で立ち上がっていたが、同時に2代目笑福亭松翁を襲名する予定であった6代目笑福亭松鶴が前年に亡くなったため、立ち消えになっている。
入門早々からテレビ番組「奥さん!2時です」（毎日放送・東京12チャンネル共同制作）、「23時ショー」（NETテレビ）、「八木治郎ショー」（毎日放送）、「森乃福郎・田辺靖雄のお昼にあいましょう」（朝日放送）、「スタジオ2時」（毎日放送）、「寛美の落語紳士録」（毎日放送）やラジオ番組「お早ようキンキ!ハイハイ福郎です!!」（近畿放送）、「ポップ対歌謡曲」（朝日放送）等の司会者として、また漫才の上方柳次・柳太とのユニット「大阪爆笑三人組」として活躍。3代目桂米朝と並んで落語家タレントの草分け的存在であった。漫談をメインとするようになったのは、1961年に花月亭九里丸が引退して関西から漫談家がいなくなることを憂慮した松竹新演芸の勝忠男が説得した結果である。
1989年頃に体調を崩し片肺を摘出してからは第一線から退き、タレントの活動をセーブ。落語の活動を中心とした落語会、浪花座などに出演するようになる。その後は入退院を繰り返し、1998年12月27日、肺炎併発による呼吸不全のため死去。63歳没。

### 主なネタ
落語家としては、『滑稽清水』『太閤の猿』『大丸屋騒動』『半分垢』『崇禅寺馬場』などの古典落語の珍品や、『指南書』『象の足跡』『アメリカ人の恋』など師の実父・2代目桂文之助が作った新作落語をかける事が多く、演じた噺の中には筒井康隆が作った『妊娠』のような異色作もある。

### 人物
- 競馬ファンでも知られ、1969年より関西テレビ・テレビ西日本の「競馬中継」の司会者を長く務めた他、馬主にもなっている。馬主としての勝負服模様は「黒・黄星散・袖水色縦縞」、所有馬の冠号は「―ハット」[4]。
- 馬券は一貫して穴買いを貫き、中央競馬で連勝式馬券が枠番連勝複式（枠連）しかなかった時代に、7万円超の配当を的中させたことがある[5]。
- 1973年の桜花賞を前にして、「キシュウローレルが負けたら、逆立ちで京都競馬場を一周しますわ。」と豪語した。同馬は同レースでニットウチドリに完敗し2着に終わったが、ため、「約束」は果たしていない[6]。
- 俳優の田宮二郎は鴨沂高校の同級生であり、1978年12月28日の「スタジオ2時」オンエアー中に福郎の口から田宮の自殺が速報として伝えられた。この時、福郎は悔しさの余り「何さらすんじゃ!」と怒鳴って田宮の訃報が書かれた原稿を床に叩きつけ、その場で号泣した。
- 師匠が「福太郎」を名乗っていたこともあり、若い頃には「狸（太抜き）の福郎」と言われていた。風貌は長身で端正な顔立ち、甘いルックスで、枕などでは「日本のアラン・ドロン 森乃福郎」と言っていた。
- 中村梅之助主演のテレビ時代劇『遠山の金さん捕物帳』（NET・東映制作）第67話「世にも気楽な男」にゲスト出演するなど、俳優としても活躍した。

### 弟子
弟子には福三（現：2代目福郎）、他に廃業した森乃みみずくがいた。

## 2代目
二代目 森乃福郎（1948年8月9日 - ）は、落語家。本名∶山田 信悟。所属事務所は松竹芸能。出囃子は『獅子舞』。上方落語協会会員。

### 来歴・人物
平安高校では同期に団時朗がいる。1968年3月に同志社大学入学後は喜劇研究会に所属。卒業目前の1972年2月に初代森乃福郎に入門。前名は三代目笑福亭福三（しょうふくていふくざ）。2000年10月に二代目福郎を襲名。

### 主なネタ
入門3年目から新作落語を手がけ、定期的に新作落語中心の落語会「新撰落語もぎた亭」を開催。古典落語においても、初代福松や2代目文之助の流れを汲む演目や、滅んでいた演目の発掘・復活を進めている。

### 弟子
- 森乃石松
- 森乃阿久太[7]